# 鋼殼都市雷吉歐斯
《鋼殼都市雷吉歐斯》（日语：鋼殻のレギオス）是由撰寫，深遊繪製插畫的輕小說。自2006年3月在富士見Fantasia文庫上刊載，並改編成同名電視動畫。台灣在2012年3月5日22:30於台灣Animax首播。

## 概要
在被稱為「污染物質」覆蓋的荒蕪世界中，人們生活在眾多擁有自我意識的自律型移動都市內，而都市之外就是被稱為「污染獸」的異種生物生活的世界。少年武藝者雷馮．阿爾塞夫因故而被迫離開自己居住的都市，前往專門作為教育用途、由學生組成的學園都市「潔爾妮」留學。一心想放棄武藝的雷馮在「潔爾妮」中遇到的，卻是一連串不得不用武藝解決的事件，由編入都市自衛小隊第十七小隊開始的內部小隊對抗戰，到對抗污染獸襲擊的都市防衛戰，還有決定都市未來的都市與都市之間的戰爭。這一切全由一場開學禮開始……

## 故事背景
故事舞台是在遙遠未來的地球，因為過去人類科技發展的破壞，地球被稱為污染物質的粒子所覆蓋，地面變得不適合任何動植物生存，空氣中亦因污染物質而帶有毒性，加上水源枯竭，乾燥的大地裂開，強風吹襲之下地球成為了荒蕪的世界。生存在這時代的人類，只能生活在憑著過去被稱為鍊金術士的科學家所建造的人造自律型移動都市「雷吉歐斯」上，在人造環境的保護下繼續生存。而在自律型移動都市之外，能克服這惡劣環境並生存下去的，是名為「污染獸」的巨大異種生物，在荒蕪的大地上以污染物質及人類為糧食，不斷的繁殖著，並襲擊自律型移動都市。人類為了在這世界生存，亦異變出擁有特殊能力的人，並以這些能力和污染獸對抗，過著逃避污染獸及與其戰鬥的生活。

### 主要詞語
自律型移動都市（雷吉歐斯）
故事中人類所居住的地方。由古代的鍊金術師製作，外觀像切去上半部份的球體，在四周加上多隻巨大的機械足。都市上空被透明的空氣過濾罩覆蓋，能自動過濾來自外界有害的污染物質，在空氣過濾罩之下是一片人工大地，人們在人工大地上建立各種建築物和生活。各都市擁有獨立的糧食生產能力及養殖基地，在食物和水方面能自給自足。都市的移動由存在於都市機輪部中的電子精靈操縱，電子精靈對都市來說就等同都市的生命，能感受到來自污染獸的威脅而自然逃避，在都市受損時亦會自行進行修復工作。由於製作技術已經流失，所以人類不能再製作新的都市。各種不同類型的都市外觀上會有些與不同。
污染獸
在受污染物質覆蓋的大地上生活的異種巨大生物，以污染物質及人類為糧食，擁有頑強的繁殖本能。誕生時並沒有雌雄之份，最初由卵出生的污染獸被稱為「幼生體」，幼生體在第一次脫皮後變成「雄性體」，成為雄性體之後以脫皮次數而分為一期、二期的計算，脫皮次數越多，戰鬥力越強，一般雄性體會在第三至第五期進入繁殖期，進入了繁殖期的雄性體在下一次脫皮時會變成「雌性體」，腹部會懷有無數的卵，之後會潛入地底持續休眠直到卵孵化為止。部份放棄繁殖的雄性體會變成「老性體」，其戰鬥力隨年齡而增長。
被命名的污染獸
在其他城市裡不會發生的「古連丹」特有的習俗，給予異常強大或是曾經襲擊過「古連丹」與「天劍繼承者」戰鬥後還能逃離的污染獸命名。
電子精靈
驅動自律型移動都市移動的主要因素，每一個都市都有一個電子精靈，生活於都市的機輪部，通常都市以電子精靈的名字而命名。
電子精靈是以沙耶為藍本製造出來的複製品，因此包涵已經失控的廢貴族在內的所有電子精靈都會服從沙耶的命令。
廢貴族
指失去了都市但仍然存在的都市精靈
武藝家
在故事中，泛指擁有特異器官「剄脈」的人，當中再細分為負責戰鬥的「武藝家」和負責戰鬥情報支援的「念威操作者」兩種人。因為武藝家能使用剄脈產生剄流而使用特殊能力進行戰鬥，因此作為守護都市、對抗污染獸襲擊的主要成員，被一般人尊敬及受都市管理者重視。武藝家的數量和技術決定了都市本身的戰鬥力。
剄脈
部份人類因異變而出現的特異器官，擁有的人能產生「剄流」，並在戰鬥中使用破壞力強大的招式。擁有剄脈的人是天生的，出現情況分兩種，一是父母是武藝者，因而遺傳擁有，二是父母為非武藝者，但出生時突變而得到，不過如果作為非武藝者的母親如果生下擁有剄脈的孩子，會對母親的身體有所負擔，而且即使父母是武藝者也並不代表孩子一定會是武藝者。擁有剄脈的人可以成為武藝家，剄脈受損就不能再當武藝家甚至會有生命危險，因為剄脈異常或是剄流動出現問題而造成武藝者失去武藝甚至死亡的案例並不少見，因此剄脈對於武藝者既是強大的武器同時也是繼頭腦和心臟後的另外一個死穴。
剄流
由剄脈所產生的力量，武藝家能把剄流使用於戰鬥中，成為剄技，而剄技亦分為「外力系衝剄」及「內力系活剄」兩種主要分別。其次還有混合使用的變化系招式，及門派的獨特武技。
外力系衝剄
主要是把剄流向外使用出來做成直接破壞的招式。
內力系活剄
主要是把剄流用作強化身體、活化細胞機能上的招式。
念威操作者
在身體能力上和普通人沒有兩樣，主要負責資料處理、偵測、傳遞訊息等內部事項，對於一隻武藝者部隊擁有念威操縱者是必須的。
念威
繼屬於內力系又屬於外力系的剄，無法靠修煉習得只有天生的念威操作者才能使用，在某種意義上念威操縱者才是真正的被選上的人。
鍊金鋼
武藝家們戰鬥時所用的武器。一般狀態如同小型棍棒，當使用者說出起動詞語及輸入剄流後，會變化成預先設定的武器形狀。鍊金鋼分為多種類型，不同類型鍊金鋼的剄流傳導率和硬度亦有不同。
玉石類的煉金鋼是由黑鋼煉金鋼的含有率決定種類。純黑鋼煉金鋼的密度最高、最重、也是最堅硬的，適合製成打擊系的武器，但是相對的剄的傳導率相當低。青石煉金鋼則是相對注重速度，有著較高的傳導率。碧玉煉金剛則是擁有優秀的剄收束率。紅玉煉金鋼容易讓剄產生變異，是化煉剄的首選。
而其他類型的煉金鋼中白金煉金鋼擁有最佳的剄傳導率，但是除了「天劍」以外都是仿造品。鋼鐵煉金鋼耐久度較高，適合製成重視武器殺傷力的刀、劍、長槍等武器。輕金煉金鋼重量輕、強度低，適合製成槍手用的槍型煉金鋼。重晶煉金鋼是念威使專用的種類。
超硒元素
一種污染物質覆蓋世界後才出現的礦物，自律型移動都市的能量來源。低純度的礦石只要挖掘地面就會有，但驅動都市行動所需的大量高純度礦石，只存在於礦山中。當都市需要補給礦石時，會自行前往擁有的礦山。都市擁有的礦山數目、礦藏量及礦石純度決定了都市的壽命，同時，礦山的位置決定了都市的移動範圍，並導致了以每兩年為週期發生的都市之間為搶奪礦山而發生的戰爭。
天劍
古連丹秘奧特殊的十二把白金鍊金鋼。一般鍊金鋼的話重量、硬度、黏度、形状、傳導性當中其中一定會有某樣無法要求而必須妥協，但是天劍卻沒有這限制，根據使用者的要求更改適合的重量，只要希望的話無論什麼樣的硬度都可以實現，也可以自由自在的改變形狀，並且因為是白金鍊金鋼傳導率也是最優秀的，更重要的是一般的鍊金鋼根本無法承受天劍繼承者的強大剄力，天劍繼承者一旦使用普通的煉金鋼就必須極度壓抑剄力的輸出以避免煉金鋼的毀損，唯獨天劍即使天劍授予者將全部剄力注入其中也不會任何問題。
只有天劍是真正的白金煉金鋼，其他外流的白金煉金鋼都是只有外表的偽造品，而每一把天劍都有自己的名字。
天劍繼承者
在武藝盛行的古連丹裡登上頂點的十二名武藝者，得到王的認同被授予王家密傳的煉金鋼「天劍」的武藝者，屬於王的直屬部隊，是古連丹所有武藝者的目標。擁有異常強大的剄力可以輕易擊敗一般的頂尖武者，即使是天劍外武者排行的首位。專職對付強大的（老性體）污染獸和不速之客（狼面眾）。雖然實質上「天劍」並沒有特別的權力，但是由於其地位相當崇高，因此古連丹的人們都有著「不要違抗天劍繼承者」的常識。天剑继承者要求使用的炼金钢只要不是天剑就不能使出全部的剄力。
由於「天劍」只有十二把所以「天劍繼承者」只能有十二人，如果人數以滿的話想要加入「天劍繼承者」的武藝者就必須打敗現任的天劍繼承者，想要挑戰的人就必須上戰場和污染獸戰鬥以及在各個比武賽中取勝，在古連丹的武藝者排行中登上首位後才有資格挑戰，否則的話即使是古連丹三王家的當家也沒有資格進行挑戰。由於即使是古連丹的武藝者排行首位但是實力沒得到王與其他「天劍繼承者」的認同的話也沒辦法成為「天劍繼承者」，因此一直以來天劍的名額都是從缺狀態，直到現在的女王愛爾雪拉上任後才找齊十二位天劍（上任時僅僅只有5名），但雷馮離開後又缺了一名。
成為天劍繼承者後會將天劍的名字加在自己的名與姓之間。
薩林邦教導傭兵團
起初是由古連丹的武藝者所組成的武藝者外出流浪團體，但是因為幾乎沒有回古連丹因此在古連丹出生的武藝者大多退下第一線的現在，成員大部分都是在旅行途中加入而不是古連丹的出生的武藝者，雖然古連丹出生的老一輩武藝者會跟其他人說著古連丹的「天劍繼承者」的故事，但因為成員都沒去過古連丹因此都會認為他們所述說的故事是經由回憶美化過的故事。因為要外出流浪因此他們有專屬的大型移動巴士，他們在外流浪表面上的工作是接受委託擔任傭兵保護城市或是貨物的運送以及到學園都市教導武藝指導藉此賺錢，但實際上他們真正的工作是替古連丹的王家前去外界尋找廢貴族然後帶回古連丹。
賽哈丁刀爭術
是雷馮最早學習的門派，為古連丹最古老的一門武藝。實際上由於古連丹盛行武藝因此古連丹裡有著無數的武藝門派，也因此其中大部份的門派都會在短時間裡就不知不覺的消失，能夠長時間存在於古連丹之中的武藝門派其大多都是門派中曾經出現過「天劍繼承者」的名門，與其相比之下賽哈丁是極為特殊的門派。
身為古連丹最古老的一門，在雷馮之前這漫長的歷史中從來沒有出現過一位「天劍繼承者」，雖然也不乏會有原本學習賽哈丁的武藝者卻放棄賽哈丁這門武藝轉而學習其他門派，但是即使如此卻仍能在古連丹這嚴苛的現實中長存。其最大原因是賽哈丁的精神主旨並非為了打敗對手而是為了活下去，因此與其他各個門派相比之下很明顯的學習賽哈丁的武藝者在戰鬥中存活的機率比較大。但也因為其精神主旨是活下去而使雷馮深受其影響，讓雷馮認為只要是為了活下去無論做什麼都是對的，所以雷馮認為武藝是為了活下去而存在並沒有一般武藝者的那種道德感，也因此衍生出染指地下賭場以及企圖斬殺加哈路德以湮滅證據這兩件事，而且雷馮也並不認為自己有做錯，只是因為認為自己的作法會玷污教導自己武藝的養父德爾克・賽哈丁的人格，所以放棄了刀與賽哈丁而改為拿劍。
狼面眾
伊格納西斯的僕奴，認同其意志與思想而選擇追隨他聽從他的指示的神秘武藝者集團。企圖解開古連丹最深處的封印，終結雷吉歐斯時代。為了突破「天劍繼承者」的守護不斷追尋並且狩獵著廢貴族與其他都市的電子精靈，即便會造成其他都市的死亡也在所不惜。
本身並非雷吉歐斯世界的居民，雖然能夠穿梭至該世界中並且對其進行干涉，但是在雷吉歐斯的世界中是不死之身，被殺死後只會回歸原來的世界。
緣
電子精靈間所存在的網路聯繫，也是一種譜系血脈。
電子精靈可以通過緣來感應其他都市與自己是否同一譜系，所以都市戰爭才能夠只與相同類型都市進行。而得到電子精靈幫助的人類可以在限定的條件下利用緣穿越空間進行移動。

### 自律型移動都市（雷吉歐斯）
故事中的人們都因世界的污染而居住於巨形的移動都市。都市的名稱是根據寄宿於該都市的電子精靈名稱而命名。一般的都市都會避開污染獸在世界行走，但也有例外的都市。
槍殼都市古連丹
古連丹是由該市的皇族領導，而該都市以培育大量出色的武藝者聞名，其中天劍為該市最出色的12位武藝者和念威操縱者。與一般的都市會避開污染獸不同，古連丹經常會自己走向污染獸群中，所以與污染獸作戰的經驗非常豐富，也因此從其他都市來訪的人甚至稱古連丹為「瘋狂的都市」，不過因為古連丹有著最強的武藝者部隊「天劍繼承者」以及其統領他們的王在，所以古連丹的居民認為自己是住在全世界最安全的都市，以至於污染獸來襲時古連丹的居民前往避難所就像去出外郊遊一般熱鬧。古連丹為雷馮和莉琳的故鄉。其電子精靈為一頭蒼銀色的四足獸。是第一個被創造的都市
學園都市潔爾妮
由學生領導的都市，人口大約六萬。學園為六年制，高年級的學生會教授低年級的學生。學生們負責經營商店和基礎設施。學生會長為該市的領導人，負擔市長的職責。潔爾妮是學園都市聯盟的成員，所以有著與一般都市不同的都市戰條約。潔爾妮為故事的主要舞台。電子精靈為全身金色的祼身女童（動畫為淺藍色）。
都市貝利貞
在第一卷出現的都市，貝利貞當時已被污染獸摧毀。
交通都市約爾德姆
約爾德姆是所有流浪巴士的母港，而且是唯一能掌握巴士路線圖的都市。約爾德姆是娜爾姬，米菲，梅珍和精於金剛剄的天劍授受者利瓦斯的故鄉。
仙鶯都市修奈巴爾
修奈巴爾是世界上唯一能孕育電子精靈的都市，透過利古扎裡歐機關，新的電子精靈會誕生，而守護該機關為安托克家族的使命。修奈巴爾為妮娜和哈雷的故鄉，而該市的電子精靈為一頭半人半獸的鳥。
森海都市埃魯帕
埃魯帕是擁有大量樹木的都市，以畜牧業為主。埃魯帕能生產令武藝者剄脈異常強大的果實。埃魯帕為第五小隊副隊長夏忒的故鄉。
碧壇都市魯魯庫萊夫
魯魯庫萊夫的流通企業維尼斯雷夫公司的商隊在第三卷中以商隊之名偷運潔爾妮的情報。
被摧毀的無名都市
在超硒礦山附近被潔爾妮發現的都市。被發現前已被污染獸襲擊，猶如死城。該都市的電子精靈為一頭黃金色的雄山羊，而電子精靈的名字為梅爾尼斯。動畫中，該市名為學園都市剛多威利亞。两年前，与潔爾妮的都市战中胜利。
彩藥都市科爾奈斯
科爾奈斯聞名於生產違禁酒，即剄脈加速藥的都市。科爾奈斯為第十小隊隊長丁的故鄉。
法輪都市依阿海姆
為達露謝娜的故鄉，而達露謝娜是該市市長的女兒。
學園都市麥亞斯
麥亞斯為學園都市聯盟的成員，只會與其他學園都市戰鬥。在第七卷中和潔爾妮戰鬥並戰敗。其電子精靈為茶褐色的小鳥。
學園都市法魯尼露
法魯尼露為學園都市聯盟的成員，只會與其他學園都市戰鬥。在第九卷中和潔爾妮戰鬥並戰敗，其後當潔爾妮遭遇污染獸時脫離現場。電子精靈為一名長髮成年男性。
強欲都市佩爾贊海姆
佩爾贊海姆為迪克塞尼歐的故鄉。經常在廢都市附近徘徊。都市被狼面眾毀滅。該市的電子精靈為一頭黑毛勇猛的半人獸。
流易都市聖布爾格
聖布爾格以情報貿易為主要經濟活動。在該市的羅斯家族為著名的情報交易商。該市為卡利安和菲麗的故鄉。
白炎都市梅爾尼斯
梅爾尼斯為念威天劍授受者，德爾波妮的故鄉。在聖戰雷吉歐斯中被謎般的白色巨人消滅。該都市的電子精靈為一頭黃金色的雄山羊。
藍曲都市考瓦斯
由深遊所畫的漫畫的原創都市。考瓦斯為一名與電子精靈潔爾妮相似的女孩的故鄉。
都市伊斯特拉妮露婭
伊斯特拉妮露婭為第十一小隊隊長的故鄉。

## 登場人物

### 學園都市潔爾妮人物

#### 第十七小隊成員
雷馮·阿爾塞夫（CV：岡本信彥／下野紘）
學園都市「潔爾妮」武藝科一年級生，第十七小隊成員。
出身於武藝盛行的槍殼都市「古連丹」。嬰兒時期，在一次污染獸襲擊事件中被後來的養父德爾克・賽哈丁救出並收養，童年在德爾克開設的孤兒院中長大。在發現擁有武術天份後被德爾克傳授「賽哈丁」流派的武藝，成為武藝家。為了尋找資金令孤兒院中的兒童可以繼續生活，而參加各種比武大賽以獲取獎金。從來沒有敗北過後來便得到了「古連丹」中，只有十二名武藝家能獲得的最高地位「天劍繼承者」的稱號，以十歲之齡成為史上最年輕的「天劍繼承者」。後因參與地下比賽及意圖殺死揭發者一事沾污了「天劍繼承者」的名號（實際上是在一般人面前展露「天劍繼承者」壓倒性的戰鬥力造成不安），而被削奪「天劍繼承者」的名號，並被下令離開「古連丹」。在放棄武藝後決定前往學園都市「潔爾妮」進入教養科就讀，但因為開學禮的事件及學生會會長的計謀而被迫進入武藝科。
其真身為狼面眾與武藝者的混血，被稱為「虛無之子」、「命運外之人」，同時又被莉琳在無意間選定為守護者，體內寄宿了艾連雷因的靈魂而擁有超凡的剄力。有著即便是在天劍授予者中也是頂尖的剄量，剄集中速度與剄脈回復力也是數一數二，可以憑個人之力抗衡一個標準戰力都市的總戰力。
由於沒有家庭支持，在校期間的支出全靠打工，還曾因為接太多工作導致沒時間讀書，結果必須補考。任勞任怨、一旦專注於某件事就很容易乎略其他事物的類型。
因為以第十七小隊隊員身份立下不少功績，在女學生之間擁有極高人氣，加上對他有好感的女性並不少，然而雷馮卻沒有跟任何人交往。乍看之下是他太過遲鈍的結果，不過從番外故事中與娃媞‧蕾（蕾娃媞）的問答可以得知，雷馮既非沒有心儀對象、也不是沒有發現別人心意，只是基於種種現實因素認為不能進一步發展。
對莉琳抱持著超越家人的情感，但並非愛情。
在本篇故事的最後帶著菲麗一起私奔離開「潔爾妮」，並且在番外故事中與菲麗一起用「緣」移動，與襲擊人類的「檢索者」對抗，在其中一次的戰鬥中與妮娜再次相遇。
最擅長使用「賽哈丁」流派的刀技武藝，但因為擁有能看穿別人剄流動的才能，靠著這項才能再加上自己武藝的天份，幾乎學會了「古連丹」所有流派的技藝甚至是其他「天劍繼承者」的絕招，因此會用各式各樣的剄力和武器，最擅長的武器是最早接觸的刀，但因個人理由而在戰鬥時堅持只用劍（小說第九卷中接受了莉琳帶來的刀後又開始使用刀）。唯獨無法靠才能自學的只有「天劍繼承者」中的林丹斯的獨門技鋼絲，但因為對於擁有的才能又不使用最擅長的武器的雷馮產生興趣進而收他做徒弟教了他鋼絲技。
自身武技很強，能同時擊倒數名敵人，面對狼面眾也能以一對多不居下風，面對老年期的異生獸也能一個人打倒。
妮娜·安多克（CV：高垣彩陽／伊藤靜）
學園都市「潔爾妮」武藝科三年級生，第十七小隊的隊長及創立人。
出生於擁有能孕育電子精靈的技術的仙鶯都市「修奈瓦爾（シュナイバル）」，是當中的名門武藝家家族的千金小姐。小時候曾經為了救故鄉的電子精靈而受重傷，最後反被電子精靈以生命救回。因為不顧家人的反對，獨自進入學園都市「潔爾妮」就讀而和家人切斷聯繫。在「潔爾妮」的機輪部兼職工作賺取學費和生活費，和「潔爾妮」的都市意識、電子精靈潔爾妮十分友好。在一年級生時就因為武藝能力出眾而成為第十四小隊成員，並經歷在武藝大會慘敗的經驗，而獨自成立第十七小隊。
和小隊中的裝備管理人哈雷是青梅竹馬的老朋友。對於雷馮也有著一份情愫，但是因為本身的遲鈍指數與雷馮有的一拼，最後將雷馮定位在「下屬」與「武藝的目標」，結果在這份感情萌芽之前便已經無疾而終。
在移動都市的時代結束後加入國聯軍，成為對抗襲擊人類的「檢索者」部隊中的高位武藝者，並且與雷馮和菲麗再次相遇。
在戰鬥中使用的武器是一對鐵鐧，比起攻擊更擅長防禦，因此雷馮教了她「天劍繼承者」利瓦斯的獨門防禦剄技「金剛剄」。之後再與狼面眾的一次戰鬥中與迪克相遇，並且見識到「雷迅」的技巧，之後也向雷馮習得此技。
菲麗·羅斯（CV：中原麻衣／釘宮理惠）
學園都市「潔爾妮」武藝科二年級生，第十七小隊的成員，隊中的念威使用者，情報支援人員。
出生於流易都市「聖布爾格」，在使用念威方面有著驚人的天份及能力，被喻為天才，但本人並不認同這種能力。
為了尋求成為武藝者之外的道路而來到學園都市「潔爾妮」，但被學生會會長、親哥哥卡利安強迫轉至武藝科，成為小隊成員，因此憎恨卡利安。
稱雷馮為馮馮。長時間的相處漸漸的喜歡雷馮，在本篇故事的最後與歸來的雷馮一起私奔離開「潔爾妮」。
在番外故事中與雷馮一起用「緣」移動，與襲擊人類的「檢索者」對抗，在其中一次的戰鬥中與妮娜再次相遇。
在戰鬥中使用可以分裂出探查子的杖進行搜索及通訊，並操縱探查子使用念威暴雷。
不爽的時候會找周圍的東西踢。
夏尼德·耶利普頓（CV：谷山紀章／小野大輔）
學園都市「潔爾妮」武藝科四年級生，第十七小隊的成員。
在小隊中主要負責遠距離狙擊及支援射擊，但真正擅長的是消除自己的氣息並隱藏行蹤移動，亦留了一手以雙槍進行近身戰的「槍衝術」。在加入第十七小隊前，是第十小隊成員，和迪恩及妲爾潔娜是好朋友，曾共同發誓保護「潔爾妮」。三人的聯合攻擊被喻為擁有在當時的小隊中最強的攻擊力，並擁有特製的專用紅色戰鬥服。後因夏尼德看出共同的誓言只是各人隱藏內心想法的藉口，長久下去會出現問題，而退出第十小隊，導致小隊的攻擊力下降，亦因此和迪恩交惡。本人並未忘記當時的誓言，所以接受妮娜之邀加入第十七小隊，以學長身份指引其他人。
在戰鬥中使用的武器是長距離射擊用的狙擊步槍和使用「槍衝術」時用的一對手枪。
哈雷·薩頓（CV：阪口大助／喜安浩平）
學園都市「潔爾妮」煉金科三年級生，第十七小隊成員。
和妮娜一樣，出生於擁有能孕育電子精靈的技術的仙鶯都市「修奈瓦爾」，和妮娜是老朋友，並一同進入學園都市「潔爾妮」就讀。本人雖然是小隊成員，但並不會參與戰鬥，主要工作是作為小隊的裝備管理人，負責保養維修雖然也有開發新武器不過他個人更喜歡保養及維修。
妲爾潔娜·傑·瑪提爾那（CV：鹿野優以／-）
學園都市「潔爾妮」的武藝科四年級生，第十小隊副隊長。
出身自法輪都市「依阿海姆」。和夏尼德及迪恩曾經是好朋友，並共同發誓保護「潔爾妮」。三人的聯合攻擊被喻為眾小隊中最強的攻擊，和夏尼德及迪恩一樣擁有特製的專用紅色戰鬥服。後因夏尼德退出導致攻擊力下降，但仍然支持著迪恩。在突擊方面十分出色，作戰時主要負責突破正面對手。知道迪恩使用違法酒一事，卻沒有任何行動。在迪恩入院及小隊被學生會解散後，應夏尼德的邀請暫時性的加入第十七小隊。
戰鬥中使用的武器是突擊長矛，以及在突擊長矛中隱藏的細劍。

#### 雷馮的同班同學
梅珍·多林丹（CV：大龜明日香／後藤沙緒里）
學園都市「潔爾妮」的教養科一年級生。
來自交通都市「約爾德姆」，和米菲及娜爾姬是好朋友。因為在開學典禮時的騷動中被雷馮所救，因此十分關心雷馮。身材嬌小卻玲瓏有致的美少女，個性上極度的害羞經常表露出快要哭出來似的表情，不管是男性還是同班同學連正常的對話，皆難以脫口而出。料理與甜點方面十分的拿手，志願是成為點心師傅。由於本身的性格所累因此始終無法表達心底的真正感情。在讀過誤送到自己房間原本是莉琳寫給雷馮的信件後，對未曾謀面的莉琳產生了忌妒的感情，查覺到自己心中的陰暗面後陷入了自我嫌惡的窘境。一直以來無怨無悔的為雷馮製作午餐。可惜這份心意始終無法傳達給遲鈍的雷馮。
娜爾姬·凱魯尼（CV：大浦冬華／甲斐田裕子）
學園都市「潔爾妮」的武藝科一年生。
來自交通都市「約爾德姆」，和米菲及梅珍是好朋友。擅長用家傳的綑綁術，志願是成為警察。使用武器是警棍。膚色黝黑身材修長的少女。喜歡照顧人的大姐風範、正義感強烈的認真個性。妮娜看中了她所具備的素質，同時為瞭解決第17小隊人數不足的問題而勸誘她加入小隊。在違法酒事件的機緣下被配屬至第17小隊。對於外力系的衝剄不擅長，反之具備了內力系衝剄方面的天份、運動能力是一年級生中拔群的、父親所直傳的捕縛術也十分拿手。原本一年級生前半年是沒有攜帶練金鋼的許可，不過因為隸屬於都市警察的關係所以准許攜帶鍊金鋼。第17小隊入隊後依然使用都市警察同型的打棒及黑鋼鍊金鋼系的繩（鎖）武器。期待著成長而接受了入隊的勸誘，在入隊的時候實力尚遠不級小隊的其它成員，在得到了哥爾尼歐·魯肯斯的化錬剄指導後，實力漸漸的提升上來。後來認為自己的實力和第17小隊隊員相距什大而離隊。
米菲·羅丁（CV：仙台惠理／新谷良子）
學園都市「潔爾妮」的教養科一年級生。
來自交通都市「約爾德姆」，和梅珍及娜爾姬是好朋友。志願是成為記者，擁有極為優秀的情報收集能力。

#### 武藝科
以上除外的武藝科學生相關記載。
哥爾尼歐·魯肯斯（CV：飯島肇／-）
學園都市「潔爾妮」的武藝科五年級生，第五小隊隊長。升上六年級後成為武藝長。
和雷馮一樣出身於槍殼都市「古連丹」，現役「天劍繼承者」之一的薩瓦利斯·庫爾拉馮・魯肯斯的弟弟。因為同門師兄加哈路德·巴雷企圖告發雷馮參與地下比賽（實際上是借此恐嚇雷馮放棄「天劍繼承者」的稱號），反被雷馮斬斷右手導致殘廢一事，而對雷馮採取不友善態度，但是即使如此也只想要以正面擊敗雷馮來報仇。
擅長以魯肯斯門派的格鬥術作戰，戰鬥時鍊金鋼會變化成手部裝甲及腳部裝甲。
後來在與古連丹接觸時，為了追香媞而回去，從魯肯斯其他門人口中得知真相，因此不再恨雷馮。
畢業後回到「古連丹」，成為魯肯斯一門的代理師父。與香媞結婚後育有一個女兒，而且是一個有可能成為超越薩瓦利斯的異才。
香媞·萊德（CV：小清水亞美／-）
學園都市「潔爾妮」的武藝科五年級生，第五小隊副隊長。
出身自森海都市「埃魯帕」。嬰孩時期被母親遺棄，由野獸照顧長大，後被人類發現並被帶回來，擁有一股野獸的天性。經常和哥爾尼歐一同行動，常出現在哥爾尼歐的肩膀上。因和哥爾尼歐親近而同樣不喜歡雷馮。
使用武器是雙手用的長槍，被哥爾尼歐和雷馮評斷後認為在「潔爾妮」中擁有的剄總量是數一數二的。
畢業後與哥爾尼歐一起回到「古連丹」，再與哥爾尼歐結婚後生下一個女兒。
迪恩·丁（CV：鳥海浩輔／-）
學園都市「潔爾妮」的武藝科四年級生，第十小隊隊長。
出身自彩藥都市「科爾奈斯」。和夏尼德及妲爾潔娜曾經是好朋友，並共同發誓保護「潔爾妮」。三人的聯合攻擊被喻為眾小隊中最強的攻擊，三人並擁有特製的專用紅色戰鬥服。後因夏尼德退出導致攻擊力下降，因而視夏尼德為叛徒而敵對。後來為了增強自身的實力以在武藝大會中獲勝，使用違法酒增加剄量。在小隊對抗戰中，和第十七小隊交戰時被雷馮重創，又被廢貴族附身，因而喪失戰鬥力，現在休養中。最後被夏尼德的爸爸送回「科爾奈斯」。
戰鬥時使用的武器是尖錐鋼索。

#### 武藝科以外的學科
卡利安·羅斯（CV：子安武人／平川大輔）
學園都市「潔爾妮」的六年級生，是學生會會長，亦是「潔爾妮」都市的統治者。有妹控傾向。
出生於流易都市「桑托布魯歌」，是菲麗的親哥哥。在5年前要到「潔爾妮」就讀時在古連丹逗留了2個禮拜，正好見到「天劍繼承者」的決定戰，看到當時年僅10歲的雷馮戰勝對手成為「天劍繼承者」，因為對於雷馮的驚人表現難以忘懷所以一直記得他的名字。擅長情報操作，明明在學生會長選舉中並沒有被推薦出來，但是卻在學生會選舉中以情報戰擊敗所有對手，為了確保「潔爾妮」在武藝大會中獲勝而不惜一切，包括讓妮娜成立第十七小隊、把親妹妹菲麗及雷馮強迫轉到武藝科及送入第十七小隊等等，因而受菲麗憎恨。本質和妮娜等人一樣，為了守護「潔爾妮」而奮鬥。
奇利克·塞隆
學園都市「潔爾妮」鍊金科的學生。
和哈雷使用同一個實驗室的同學，是一個眼神兇惡、坐輪椅的少年，說話不留情面。調整及開發鍊金鋼能力優秀，妮娜所用的武器和雷馮使用的複合鍊金鋼都是出自他的手。擁有剄脈但不能正常運用，雷馮推測他之前曾經是武藝家，因剄脈受損而需要使用輪椅活動。擁有強勁的洞悉力，單憑雷馮送回來的受損複合鍊金鋼就看出雷馮的戰鬥方式，也是在「潔爾妮」中唯一看出雷馮是擅長用刀的人。

### 古連丹
莉琳·瑪菲斯（CV：高橋美佳子／淺野真澄）
雷馮在「古連丹」的孤兒院時的朋友，雷馮離開後一直保持著信件聯絡，籍著雷馮留下的金錢，在「古連丹」的上級學校中就讀。沒有剄脈的一般人。活潑且長於社交的性格。擅長料理且學校成績也相當優秀。對雷馮抱持著青梅竹馬以上的感情（情侶的愛慕）、在黑暗鬥技場出賽的秘密曝光後依然與雷馮保持關係、是「古連丹」中少數的雷馮理解者。在雷馮前往「潔爾妮」就學後經常與他書信來往。雷馮離開「古連丹」後、為了幫助孤兒院的經營而前往上級學校修習經濟學、德爾克將賽哈丁之技修習完成證明的鍊金鋼交託給莉琳贈予雷馮、因此休學出發前往學園都市「潔爾妮」、到達後因為戰爭時期放浪巴士班次減少的關係而接受學生會長建議、應試入學成為短期留學生（3年生）暫時留在「潔爾妮」。
右眼是艾連雷因的右眼的仿製品，有時見到的事物會在右眼瞳中映出完全不同的樣子。狼面眾稱之為「月之影」。
父親是原本要和女王結婚的三大王家之一的男子「赫爾德·尤特諾爾」。在瞭解了自己使命後改名為「莉琳·尤特諾爾」成為「古連丹」的第一王位繼承人，而在使命結束後捨棄了尤特諾爾的名字與王位繼承權，回到孤兒院擔任育幼員。
德爾克・賽哈丁（CV：古澤徹／-）
槍殼都市「古連丹」的武藝家，在「古連丹」開設了一間孤兒院並擔任院長。
擁有悠長歷史的刀技流派「賽哈丁」的正統繼承者。本來這一流派的武者有向外界伸展枝葉的習性，不過德爾克為了照顧孤兒而放棄了闖蕩世界的夢想，將此夢想交託給同門師兄留河．凱鳩。在某次污染獸的襲擊中，救出嬰兒時期的雷馮與莉琳，並收養兩人而成為兩人的養父，在發現雷馮的武藝才能後傳授他「賽哈丁」流派的武藝。
在雷馮成為擔當一面的武藝者前就退出了一線的武藝者工作。因為離開戰場太久而染上武藝者的潔癖性格逐漸忘了「賽哈丁」的精神，對於金錢完全不重視。所以孤兒院的經營常陷入困境，基於這點而令雷馮為了賺錢而參加地下比賽獲取獎金，並導致之後的事件，對於這些件事德爾克自身也抱持著相當的責任感，現在已經將孤兒院的經營交託給孤兒院出身者，自身則為了尋求孤兒院的營運資金而開始經營道場。為了解放雷馮自己視為有辱師門的代價而戴上的「不握刀」的自我枷鎖，將認可繼承「賽哈丁」流派的鍊金鋼交託給莉琳贈予雷馮。
在刀技方面登峰造極，被人們譽為「天劍」級別的刀技。
艾爾雪拉·艾露莫里斯（席諾拉·愛蕾斯拉）（CV：渡邊明乃／-）
槍殼都市「古連丹」的執政女王，也是握有十二「天劍」命令權，同時也是擁有王家（古連丹）史上最厲害的電子精靈，擁有對十二「天劍」壓倒性的力量，亦被稱為是古連丹歷史上最強的王族，曾經一次同時對付3名「天劍」並且瞬間取得勝利，可說是名副其實最強的武藝者，外貌19歲實際年齡不明，對莉琳十分中意，認識從莉琳眼中的沙耶（サヤ），常用自己的影武者卡娜莉斯為女王替身，自己用假名席諾拉·愛蕾斯拉在學院上課。
擁有比「天劍繼承者」更加強大更加壓倒性的剄力，因此長時間都將肉體保持充滿剄的狀態下造成肉體老化極為緩慢，最後甚至還自創了違反理論的返老還童的技術。利用剄力將自己骨頭的密度慢慢壓縮，讓肉體與骨骼一起回朔使的外表變回十多歲年齡。
武器是一把權杖。艾爾雪拉是三王家和天劍繼承者血脈為了重現艾連而不斷濃縮而誕生的「產物」，雖然依然沒能將始祖再現，但是卻擁有了超脫武藝者界線的力量。可以徒手發射出足以消滅遠在連「天劍」都看不到的遠方被薩瓦利斯和雷馮聯手對戰的「被命名的污染獸」的剄彈。
加哈路德·巴雷（CV：稲田徹）
槍殼都市「古連丹」的武藝家，是「魯肯斯」門下的武藝者。
哥爾尼歐的師兄，過去是鍛鍊哥爾尼歐武藝的人，也是導致雷馮被趕出「古連丹」的人。在「古連丹」中算是相當有實力的武藝者，在武藝者排行榜中為榜首，身為「魯肯斯」的武藝者，相當崇拜身為「天劍」的薩瓦利斯，因此對於雷馮以僅十歲的年齡就擁有和薩瓦利斯同等地位相當的嫉妒與不滿，因此在得知雷馮參與地下賭局的事情後以其證據想要威脅雷馮在「天劍」決定戰中故意輸給他，但是因為在地下賭局中「天劍」的稱號是必須的，因此雷馮在決定戰中企圖將他斬殺以湮滅證據，但是最後失敗只斬去其一之手臂後便被終止比賽，而後由其友人公佈證據讓雷馮遭到逐出「古連丹」的懲罰。
由於被斬去一隻手臂而導致剄脈不完全進而造成剄流動異常，因此比武結束後的5年裡一直躺在古連丹的醫院裡形同植物人般，但是後來被寄身型的污染獸寄身而醒來，甚至還因此學會「魯肯斯」家奧義「咆哮剄」，但是失去理智的他在「古連丹」中不斷的攻擊和當初那場決定戰有關的人，最後被薩瓦利斯以「魯肯斯」家奧義「千人沖」消滅。
敏斯·尤特諾爾
「古連丹」三王家之一「尤特諾爾」的現任當家。
自認為女王想要消滅「尤特諾爾」家，為了不讓女王得逞而想要成為「天劍」，在雷馮成為「天劍」時想要向雷馮挑戰搶奪最後的「天劍」的位置，但是因為沒有實際的戰功也沒有參與過任何一場比武賽而導致戰績不足沒有資格向雷馮挑戰，但是還是認為無法挑戰是女王的陰謀所以策劃了暗殺女王的計畫，然而計畫卻在女王壓倒性的力量面前宣告失敗，而後女王給予他一次和雷馮挑戰的機會，但是被雷馮用隨地撿來的石頭當作武器砸中而暈倒敗北。在雷馮的事件爆發後不斷煽動民眾要嚴厲制裁雷馮。

#### 天劍繼承者
薩瓦利斯·庫爾拉馮・魯肯斯（CV：諏訪部順一／-）
槍殼都市「古連丹」十二名「天劍繼承者」之一。
武藝名門「魯肯斯」出身，哥爾尼歐的哥哥。是「魯肯斯」門下除了創建門派的初代以外的第二名天劍繼承者，在雷馮之前是最年少取得天劍繼承者的名號的人（13歲）。紮於背後的長銀髮，經常面帶笑容，平常的時候與戰鬥的時候喜歡邊發問邊交談，追求自我的強大，除了能讓自己樂於其中的戰鬥之外對於其它事物缺乏興趣的戰鬥狂，對於家人哥爾尼歐與出身流派並無任何執著。過去為了和女王一戰而接受了敏斯的邀請參與了女王的暗殺計畫，但是在女王強大的力量之下瞬間就被女王折斷一隻手後敗北。
擅長近身格鬥。與哥爾尼歐同樣，使用基於格鬥技為主體的化鍊剄，這樣的戰鬥方式也是「魯肯斯」一門的特徵，在「魯肯斯」家族中自初代後第一個同時學會「魯肯斯」的兩大奧義「咆哮剄」、「千人沖」。
在古連丹最終決戰中，給予蕾娃媞分身體致命一擊時自我犧牲。
林丹斯·沙沃雷德·海頓（CV：桐井大介／-）
槍殼都市「古連丹」十二「天劍」之一。
現任天劍授受者中號稱最強的壯年武藝者，過去「古連丹」曾有一次發過都市戰，而林丹斯則被抽籤抽中代表出戰，那場戰鬥在上午就被林丹斯一人給終結。以討厭接觸他人而聞名，臉上常常掛著一副不愉快的表情與不快的口吻。以「秒」來表達日數時間，對於事物與數字喜歡用膨大的數目來表達的怪癖。為了追求能自由的施展自身技能的環境而離開了故鄉的都市，經過五年的放浪歲月後來到「古連丹」的外來者。來到「古連丹」後和女王交手，結果被壓倒性的打敗，因女王所說得「會準備因沒參加而慶幸的戰場」感興趣而留在「古連丹」，後成為「天劍繼承者」。
擅長使用鍊金鋼化成無數的鋼絲作攻擊的鋼絲技，可同時操作以億為單位的鋼絲量，每一條都具有切裂污染獸的充份殺傷力，亦是傳授雷馮鋼絲技的人，能操作的鋼絲量與威力也是遙遙凌駕雷馮之上。
卡娜莉斯·愛爾麗弗斯·瑞維恩（CV：／-）
槍殼都市「古連丹」十二「天劍」之一。
擔任女王艾爾雪拉·艾露莫里斯的影武者，對女王絕對忠誠，是雷馮和薩瓦利斯出現之前最年輕的「天劍」（15歲），除了擔任女王替身外也常替女王處理政務，對於不肯乖乖的回王宮攝政的女王感到十分頭痛。過去因為女王拒絕他成為自己的影武者而接受敏斯的邀請參與了女王的暗殺計畫，但是在女王的強大力量之下在瞬間就被女王打敗而後還認為「不被女王需要的自己沒有存在意義」而想自殺，被女王阻止後給予測試是不是能成為稱職的影武者，為了能夠成功的扮演女王的影武者而把自己的臉整容成跟女王一樣。
天劍型態是細劍，主要戰法為聲波攻擊，只要是振動波可以傳達的地方，都在她的攻擊範圍之內。在「天劍」中是最擅長消除氣息的一名。
在古連丹最終決戰之中，死於蕾娃媞分身體的臨死自爆。
卡溫蒂亞·巴魯蒙·法涅斯
槍殼都市「古連丹」十二「天劍」之一。
防禦力為0，極端強化攻擊力和攻擊速度的「天劍」，戰鬥方式為打帶跑戰術，為了能夠實行這種戰鬥方式，身上的裝備都被極度輕量化，也正因身上的裝備極度輕量化，而導致身上的防護外套無法承受她在戰鬥的時候進行的高速移動，因此卡溫蒂亞在都市外的戰鬥只能做10次的攻擊，超過10次後身上的防護外套就會完全損毀。
天劍型態是長柄大刀。由於自身防禦力為0，戰鬥時都會與戀人利瓦斯搭檔出擊。
在古連丹最終決戰之中，合體剄技被蕾娃媞反彈而死。
利瓦斯·伊吉納斯·埃爾曼
槍殼都市「古連丹」十二「天劍」之一。
和卡溫蒂亞正好相反是極端強化防禦力的「天劍」，僅憑著一招絕技「金剛剄」而成為「天劍」，靠著這一絕技在戰鬥中即使是面對老性期的污染獸也從來沒受過什麼明顯的傷，是古連丹以已為傲的守護騎士。
天劍型態是盾，雖然「金剛剄」有能把攻擊反彈回去的效果，但整體說來自身並沒什麼攻擊力，戰鬥時都會與戀人卡溫蒂亞聯手出擊。
在古連丹最終決戰之中，合體剄技被蕾娃媞反彈而死。因為那是二人份的力量，所以金剛剄擋不住。
卡魯邦·格奧魯迪烏斯·米德諾特
槍殼都市「古連丹」十二「天劍」之一。
古連丹中也算是著名流派“米德諾特”的創始人。在都是怪人的「天劍」中自稱為有常識的人，屬於那種出力不討好的性格。過去因為對雷馮以10歲的年紀成為天劍而感到不滿，接受敏斯的邀請參與了女王的暗殺計畫，但是在女王的強大力量之下在瞬間就被女王打敗，實際上打從一開始就不認為有辦法戰勝女王，只是想借此機會向女王進言。
天劍型態是寬幅長劍，剄技是有於黏液般可以自由變形的「刃鎧」。
在古連丹最終決戰之中，被蕾娃媞所殺。
巴梅林·斯瓦緹斯·諾魯涅（CV：伊瀬茉莉也）
槍殼都市「古連丹」十二「天劍」之一。
一身黑衣帶著黑帽，如同魔女打扮，非常毒舌總是會說著很粗魯的話。
善於使用多種槍械進行戰鬥。因為槍型煉金鋼雖然能以超高速打出沖剄，但是卻無法附加上屬性能力，因此巴梅林在戰鬥中除了使用槍械以外還會專注的進行肉體強化，其肉體強化程度甚至比使用格鬥術的薩瓦利斯還強。
天劍型態是重裝砲，除了天劍以外也會帶著其他槍的煉金鋼在身上。
德爾波涅·喬安迪斯·繆勒（CV：沢田敏子）
槍殼都市「古連丹」十二「天劍」之一。
天劍授受者中唯一的念威操作者。
白炎都市梅爾尼斯出身。平時一直在沈睡，只有念威在活動著，然而念威的威力達到無法估計。念威覆蓋古連丹一帶的每一寸土地，甚至能比電子精靈更快的發現污染獸的存在。
她有著衆多的子孫，其中大部分都是念威操者，曾孫們現在也有作爲念威操者活躍著的。現在的古連丹中，主流的念威操者大多都是她的血緣繼承者。
天劍型態為蝴蝶法杖。在第十四卷中因為落雷而受到致命傷，為長久以來的生涯閉下了序幕。「天劍」由德爾波涅之孫艾魯斯瑪烏繼承。
提古利斯·諾伊耶蘭·隆斯麥亞
槍殼都市「古連丹」十二「天劍」之一，同時也是「古連丹」三王之一隆斯麥亞家的當家。
年齡超過80的老人，年輕時被人稱為「不動的天劍」，是愛爾謝拉的祖父，被其稱為提爺。
天劍型態為弓。因為年事已高，在第十四卷中因為超越肉體極限而負傷，沒有餘力躲避攻擊而死。
特洛伊亞特·查巴尼斯特·費蘭丁
槍殼都市「古連丹」十二「天劍」之一。
私生活很混亂，常與不特定女性發生關係。因喜歡華麗的事物而揮霍無度，在雷馮的心中暗自將他認知為一個廢柴男。
天劍型態是杖，使用化煉剄進行變化多端的戰鬥方式。
鲁梅·加蘭特·麥克林格
槍殼都市「古連丹」十二「天劍」之一。
個性非常豪放，因此經常被人說是自大。崇尚力量的來進行豪邁的戰鬥方式，但是就因為太豪放所以要是動起手來很容易造成都市的重大損傷，所以鮮少上場戰鬥。
每天早上都會在自家的院子裡練習，因此古連丹的人都能準時早起。
天劍型態是鐵球。
在古連丹最終決戰之中，死於蕾娃媞分身體的超大雷射。

### 薩林邦教導傭兵團
海亞·薩林邦·萊昂（CV：寺島拓篤／-）
由槍殼都市「古連丹」的武藝家組成的薩林邦教導傭兵團的第三代團長。
本身並不是「古連丹」的武藝家，是傭兵團第二代團長留河．凱鳩所收養的少年，並傳授了使用「賽哈丁」流派的武藝，和雷馮可以說是同門師兄弟。為了追捕廢貴族而進入學園都市「潔爾妮」，與雷馮交手過三次，雖然沒贏過雷馮但是首次交手時將雷馮的劍打碎，第三次交手時還曾經重傷過雷馮的左手（實際上是因為雷馮為了擊出幫助妮娜他們得勝的一擊因此露出破綻）。
戰鬥中使用的武器是刀，學會了「賽哈丁」所有技藝後又以其為基礎自創了屬於自己的剄技。實力被雷馮評斷為除了剄力不足以外，武藝技術可以匹敵「天劍繼承者」。
繆琺·蕗法（CV：藤田咲／-）
薩林邦教導傭兵團成員，與海亞是同時期被收養的小孩和海亞一起長大，在海亞就任團長後由海亞指導武藝的少女。
雖然從小就一直聽著古連丹出生的老一輩的人們說著古連丹以及「天劍繼承者」的故事，但是和其他成員一樣認為「天劍繼承者」的實力是老一輩的人們美化過得回憶，所以不認為「天劍繼承者」有多強的實力，在來到潔爾尼見到雷馮之前認為海亞是最強的武藝者，在海亞第三次敗給雷馮的時候挺身保護了海亞，後來和海亞一起脫離薩林邦教導傭兵團。
戰鬥中使用的武器是弓箭。
菲魯茅斯·弗阿
薩林邦教導傭兵團的念威操作者，在團中地位之高相當於副團長。
真正身份為『天劍授受者』德爾波涅之孫「艾魯斯瑪烏·弗阿」
在現在的薩林邦教導傭兵團中是唯一一個還在前線作戰的古連丹出生的武藝者，和其他團員不同因為在古連丹出生所以對於「天劍繼承者」的強大非常清楚，因此對於曾經是「天劍繼承者」的雷馮相當的尊敬。在薩林邦教導傭兵團中聲望極高，也是看著海亞長大的人，在海亞脫離後以代理的身份管理著薩林邦教導傭兵團。
後繼承德爾波涅的「天劍」而成為「天劍繼承者」艾魯斯瑪烏·喬安迪斯·弗阿，也得知是一名女姓。

### 其他
迪克塞利歐·馬斯肯
暱稱迪克，緣世界的居民。出生於強欲都市佩爾贊海姆，曾就讀潔爾妮因此有潔爾妮的緣，於幾十年前被捲入與狼面眾的戰鬥中，成為緣世界的居民。
跟狼面眾有所關聯的神秘男子，處處妨礙與其戰鬥，為了追擊破壞自己故鄉的存在而行動著。也曾經幾次潛入古連丹內院，但是都被「天劍繼承者」擊退。
艾連雷因·加菲特
暱稱艾連。武藝者的始祖，所有武藝者皆擁有著他的因子，亦是古連丹王家所追求渴望重現的存在。
沙耶
異世界的住民，是所有電子精靈的原型，亦是古連丹真正的掌控者。

## 廣播劇
2006年11月12日至2006年12月3日在富士見ティーンエイジファンクラブ上放送。
登場人物及聲優
- 雷馮·阿爾塞夫：岡本信彥
- 妮娜·安多克：伊藤靜
- 菲麗·羅斯：釘宮理惠
- 夏尼德·艾利普頓：小野大輔
- 哈雷·薩頓：喜安浩平
- ジェイミス：小伏伸之

## Drama CD
收錄在2007年4月「富士見Drama CD Collection」內。内容包括小說第1卷的內容。
登場人物及聲優
- 雷馮·阿爾塞夫：下野紘
- 妮娜·安多克：伊藤靜
- 菲麗·羅斯：釘宮理惠
- 夏尼德·艾利普頓：小野大輔
- 哈雷·薩頓：喜安浩平
- 梅珍·托靈頓：後藤沙緒里
- 娜爾姬·蓋爾尼：甲斐田裕子
- 米菲·羅登：新谷良子
- 莉琳·瑪菲斯：淺野真澄
- 卡利安·羅斯：平川大輔

## 電視動畫

### 製作人員
- 企劃：安田猛
- 製作：伊藤敦、土川勉、吉田尚剛、酒匂暢彥、阿佐美弘基
- 監督：川崎逸朗
- 系列構成：池田真美子
- 腳本：長谷川勝己、花田十輝、根元歲三、橫手美智子
- 角色設定：橋本英樹
- デザインワークス：常木志伸、岩永悅宜
- セットデザイン：青木智由紀
- 美術監督：東潤一
- 色彩設計：岩井田洋
- 撮影監督：口羽毅
- 撮影監督補佐：阿部安彥
- 編集：平木大輔
- 音響監督：岩浪美和
- 音樂：淺倉大介
- 音樂製作：AMG MUSIC
- 動畫製作：橋本和典
- 製作：蜂屋誠一、鈴木智子、岡本敦行、武智恆雄、原田由佳、川崎とも子
- 動畫製作：ZEXCS
- 製作：潔爾妮第十七小隊

### 主題曲
片頭曲『Brave your truth』
作詞：井上秋緒，作曲、編曲、樂曲監製：淺倉大介，歌：Daisy×Daisy
片尾曲 1(第1~12話)
　Original Mix
歌：Chrome Shelled
 w/z 妮娜·安多克 (第2,5,7話)
歌：Chrome Shelled feat. Nina Antalk（高垣彩陽）
 w/z 菲麗·羅斯 (第4,9,11話)
歌：Chrome Shelled feat. Felli Loss（中原麻衣）
 w/z 莉琳·瑪菲斯 (第6,12話)
歌：Chrome Shelled feat. Leerin Marfes（高橋美佳子）

片尾曲 2(第13~24話)
　Original Mix
歌：Chrome Shelled
 w/z 梅珍·多林丹 (第16話)
歌：Chrome Shelled feat. Mayshen Torinden（大龜明日香）
 w/z 莉琳·瑪菲斯 (第23話)
歌：Chrome Shelled feat. Leerin Marfes（高橋美佳子）
插入曲 (第8話)
　Original Mix
歌：米菲·羅登 (新谷良子)
插入曲 『Silent Talk』(第21話)
　Original Mix
歌：Chrome Shelled

### 各話標題
| 話數 | 標題                          | 標題中譯                   | 劇本       | 分鏡              | 演出                     | 作畫監督                                     | 總作畫監督 | 片尾曲       | 合唱        |
| ---- | ----------------------------- | -------------------------- | ---------- | ----------------- | ------------------------ | -------------------------------------------- | ---------- | ------------ | ----------- |
| 1    |                               | 擁有意識的都市             | 池田眞美子 | 川崎逸朗          | 川崎逸朗 徐惠真 藤本次朗 | 織岐一寛 川島勝 山本善哉                     | 空流邊廣子 | ヤサシイウソ |             |
| 2    |                               | 奪取旗幟吧!                | 池田眞美子 | 川崎逸朗          | 岡村正弘                 | 中本尚 杉藤さゆり                            | 櫻井正明   | ヤサシイウソ | 妮娜·安多克 |
| 3    |                               | 電子精靈潔爾妮             | 池田眞美子 | 川崎逸朗          | 畠山茂樹                 | 山崎正和                                     | 川島勝     | ヤサシイウソ |             |
| 4    |                               | 武裝解除，穿上女僕裝吧     | 根本歳三   | 藤本次朗          | 藤本次朗                 | 仁井學                                       | 空流邊廣子 | ヤサシイウソ | 菲麗·羅斯   |
| 5    |                               | 潛伏於死寂大地下的敵人     | 長谷川勝己 | 山本天志          | 渡邊穂寛                 | 織岐一寛 酒井智史 竹內真弓                   | 櫻井正明   | ヤサシイウソ | 妮娜·安多克 |
| 6    |                               | 來自古連丹的信件           | 橫手美智子 | 臼田美夫          | 徐惠真                   | 臼田美夫 杉本智子                            | 空流邊廣子 | ヤサシイウソ | 莉琳·瑪菲斯 |
| 7    |                               | 複合煉金鋼、復原           | 長谷川勝己 | 川崎逸朗          | 渡邊穂寛                 | 山本善哉 都竹隆治 酒井智史 竹內真弓 三木佳人 | 川島勝     | ヤサシイウソ | 妮娜·安多克 |
| 8    |                               | 以前的敵人淪落為了廢都     | 花田十輝   | 大平直樹          | 岡村正弘                 | 中本尚                                       | 櫻井正明   | ヤサシイウソ |             |
| 9    |                               | 天劍授受者的資格           | 花田十輝   | 大平直樹          | 徳本善信                 | 木下裕孝 須永正博                            | 臼田美夫   | ヤサシイウソ | 菲麗·羅斯   |
| 10   |                               | 魯肯斯的復仇               | 花田十輝   | 川崎逸朗 新田靖成 | 畠山茂樹                 | 山村俊了                                     | 川島勝     | ヤサシイウソ |             |
| 11   |                               | SPA勝地卡利安              | 根元歳三   | 山本天志          | 藤本次朗                 | 仁井學                                       | 臼田美夫   | ヤサシイウソ | 菲麗·羅斯   |
| 12   |                               | 溫柔的謊言                 | 橫手美智子 | 後信治            | 岡村正弘                 | 織岐一寬 北村友幸                            | 櫻井正明   | ヤサシイウソ | 莉琳·瑪菲斯 |
| 13   |                               | 槍身所密含的思念           | 橫手美智子 | 川崎逸朗          | 渡部穩寬                 | 北條直明 都竹隆治 酒井智史 竹內真弓          | 川島勝     | 愛のツェルニ |             |
| 14   |                               | 廢貴族，現身               | 橫手美智子 | 藤本ジ朗          | 畠山茂樹                 | 杉藤さゆり 野道佳代 安本學                   | 櫻井正明   | 愛のツェルニ |             |
| 15   |                               | 傳達不到的心意             | 池田眞美子 | 臼田美夫          | 徐惠眞                   | 杉本智子                                     | 臼田美夫   | 愛のツェルニ |             |
| 16   |                               | 潔爾妮失控、污染獸襲擊！   | 長谷川勝巳 | 川崎逸朗          | 渡部穏寛                 | 山村俊了 宮井加奈                            | 山崎正和   | 愛のツェルニ | 梅珍·多林丹 |
| 17   |                               | 薩林邦教導傭兵團、出陣!    | 根元歳三   | 新田靖成          | 岡村正弘                 | 山本善哉                                     | 川島勝     | 愛のツェルニ |             |
| 18   |                               | 妮娜消失!潔爾妮緊急事態    | 花田十輝   | 大平直樹          | 徳本善信                 | 仁井學                                       | 臼田美夫   | 愛のツェルニ |             |
| 19   |                               | 被引導的相遇               | 花田十輝   | 金崎貴臣          | 藤本ジ朗                 | 織岐一寛 北村友幸 北條直明                   | 桜井正明   | 愛のツェルニ |             |
| 20   |                               | 都市戰前夜                 | 根元歳三   | 大平直樹          | 畠山茂樹                 | 安本学 都竹隆治 酒井智史 竹内真弓            | 川島勝     | 愛のツェルニ |             |
| 21   | 奪われたフェリ                | 被奪走的菲麗               | 長谷川勝巳 | 臼田美夫          | 徳本善信                 | 杉本智子                                     | 臼田美夫   | 愛のツェルニ |             |
| 22   | 無敵の槍殻都市グレンダン迫る! | 無敵的槍殼都市古連丹接近中 | 池田眞美子 | 川崎逸朗          | 渡部穏寛                 | 山村俊了 宮井加奈                            | 山崎正和   | 愛のツェルニ |             |
| 23   | イグナシスの欠片              | 伊格納西斯的碎片           | 池田眞美子 | 川崎逸朗          | 藤本義孝                 | 飯飼一幸                                     | 桜井正明   | 愛のツェルニ | 莉琳·瑪菲斯 |
| 24   | 胎動する都市                  | 胎動的都市                 | 池田眞美子 | 川崎逸朗          | 新田靖成 徐惠眞          | 仁井学 吉井弘幸 杉本智子                     | 臼田美夫   | 愛のツェルニ |             |

### 播放電視台
| 播放地區 | 播放電視台     | 播放日期                | 播放時間（UTC+9）    | 所屬聯播網     | 備註                    |
| -------- | -------------- | ----------------------- | -------------------- | -------------- | ----------------------- |
| 神奈川縣 | 神奈川電視台   | 2009年1月10日 - 6月20日 | 星期六 25:00 - 25:30 | 独立UHF局      |                         |
| 兵庫縣   | SUN電視台      | 2009年1月12日 - 6月22日 | 星期一 25:40 - 26:10 | 独立UHF局      | 1月至3月為26:10 - 26:40 |
| 千葉縣   | 千葉電視台     | 2009年1月14日 - 6月24日 | 星期三 25:30 - 26:00 | 独立UHF局      |                         |
| 愛知縣   | 愛知電視台     | 2009年1月14日 - 6月24日 | 星期三 25:58 - 26:28 | 東京電視台系列 |                         |
| 福岡縣   | TVQ九州放送    | 2009年1月14日 - 6月24日 | 星期三 27:38 - 28:08 | 東京電視台系列 |                         |
| 埼玉縣   | 埼玉電視台     | 2009年1月15日 - 6月25日 | 星期四 25:30 - 26:00 | 獨立UHF局      | 1月至3月為26:00 - 26:30 |
| 北海道   | 北海道電視台   | 2009年1月15日 - 6月25日 | 星期四 26:30 - 27:00 | 東京電視台系列 |                         |
| 東京都   | 東京都會電視台 | 2009年1月16日 - 6月26日 | 星期五 26:00 - 26:30 | 独立UHF局      |                         |

| 播放地區 | 播放電視台 | 播放日期               | 當地播放時間            | 備註       |
| -------- | ---------- | ---------------------- | ----------------------- | ---------- |
| 香港     | Animax     | 2012年2月15日－3月19日 | 星期一至五 22:00－22:30 |            |
| 臺灣     | Animax     | 2012年3月5日－4月5日   | 星期一至五 22:30－23:00 | 有重播時段 |

## 外部連結
- 富士見書房 鋼殼都市雷吉歐斯 （页面存档备份，存于）（日語）
- 鋼殼都市雷吉歐斯 電視動畫官方網站（日語）
- 鋼殼都市雷吉歐斯 電視動畫網站（tvk） （页面存档备份，存于）（日語）

| Animax 星期一至五 22:00－22:30 節目 | Animax 星期一至五 22:00－22:30 節目                     | Animax 星期一至五 22:00－22:30 節目 |
| ----------------------------------- | ------------------------------------------------------- | ----------------------------------- |
|                                     | 鋼殼都市雷吉歐斯 （2012年2月15日－3月19日）             |                                     |
| 信蜂 REVERSE                        | 魔法人力派遣公司                                        |                                     |
| 星期五 22:00－22:30 節目            |                                                         |                                     |
| 戀曲寫真                            | 鋼殼都市雷吉歐斯 重播 （2014年10月10日－2015年3月20日） | ANIMAX MUSIX                        |

| Animax 星期一至五 22:30－23:00 節目 | Animax 星期一至五 22:30－23:00 節目       | Animax 星期一至五 22:30－23:00 節目 |
| ----------------------------------- | ----------------------------------------- | ----------------------------------- |
|                                     | 鋼殼都市雷吉歐斯 （2012年3月5日－4月5日） |                                     |
| 信蜂 第二季                         | 蒼天之拳                                  |                                     |